# Parque de las Cuatro Libertades de Franklin D. Roosevelt
El Parque de las Cuatro Libertades de Franklin D. Roosevelt (en inglés, Franklin D. Roosevelt Four Freedoms Park) es un parque de 4 acres (1,6 ha) que alberga un monumento a Franklin D. Roosevelt que celebra las Cuatro Libertades que articuló en su discurso sobre el Estado de la Unión de 1941. Está ubicado junto al histórico Smallpox Hospital en la ciudad de Nueva York, en el punto más al sur de la isla Roosevelt, en el East River, entre la isla de Manhattan y Queens (Estados Unidos). Fue diseñado originalmente por el arquitecto Louis Kahn en 1974, pero solo se aseguraron los fondos para la inauguración en 2010 y su finalización en 2012.

## Historia

### Contexto
El presidente Roosevelt pronunció su discurso de las Cuatro Libertades ante el Congreso de los Estados Unidos en 1941. El discurso de las Cuatro Libertades ha inspirado y se ha incorporado en el Monumento a las Cuatro Libertades en Florida, el Monumento a Franklin Delano Roosevelt en Washington D. C. y la serie de pinturas de Norman Rockwell llamada Cuatro Libertades .
Roosevelt Island recibió su nombre en honor al expresidente en 1973, y los planificadores anunciaron su intención de construir un monumento a Roosevelt en el extremo sur de la isla. En 2005, William J. vanden Heuvel, ex embajador de la ONU y fundador del Roosevelt Institute, lanzó el esfuerzo para construir el parque de cuatro acres según las especificaciones de Kahn, reuniendo más de 50 millones de dólares en fondos públicos y privados. Posteriormente, el Roosevelt Institute mantuvo el proyecto en marcha con el tiempo. Dos fundaciones que se convirtieron en importantes donantes, la Fundación Reed y la Fundación Alphawood, iniciaron una demanda contra la corporación que administró el desarrollo del monumento en una disputa sobre cómo se deben reconocer sus contribuciones. Las fundaciones dijeron que les prometieron que sus nombres aparecerían cerca del busto. Los responsables de la construcción del monumento no lo cuestionaron. Más bien, vanden Heuvel dijo: "Sí, tenemos un contrato que creemos que ahora es un error. Cuando llegamos a la primavera de 2012, entendimos que teníamos una obra de arte, y las fuerzas que representan la integridad artística y cultural del proyecto están preocupadas por preservar esa obra. La pureza y la integridad del memorial de Kahn es lo que lo hizo tan impresionante".

### Construcción y apertura
Se le pidió a Louis Kahn que diseñara el monumento en 1972. Four Freedoms Park es una de las últimas obras de Kahn. Llevaba consigo los diseños terminados cuando murió en 1974 en la estación Pensilvania de la ciudad de Nueva York. Después de la muerte de Kahn, sus diseños fueron continuados por Giurgola Architects, quienes mantuvieron las intenciones originales de Kahn.
Una exposición en Cooper Union en 2005 atrajo atención adicional y ayudó a avanzar en el proyecto. En 2006, ENYA (Emerging New York Architects) convirtió el extremo sur abandonado de la isla en el tema de uno de sus concursos anuales. La inauguración tuvo lugar en 2010. Sin embargo, el parque estuvo involucrado en un litigio durante su construcción.
El parque fue dedicado en una ceremonia el 17 de octubre de 2012. Tom Brokaw se desempeñó como maestro de ceremonias. Entre los participantes se encontraban el expresidente Bill Clinton, el gobernador Andrew Cuomo, el exalcalde Michael Bloomberg y familiares de Roosevelt. Cuomo dijo que "Nueva York se convirtió en el laboratorio de la democracia progresista, y FDR fue el científico que creó fórmulas para una amplia gama de problemas nacionales y males sociales". Elogió a vanden Heuvel como un "gigante de la determinación". Clinton señaló la ubicación del monumento: "Mientras observamos este brillante nuevo día, estamos cerca de la ONU, que él, más que cualquier otra alma, creó". Four Freedoms Park se convirtió en un parque estatal de Nueva York cuando se abrió al público el 24 de octubre de 2012.

## Arquitectura

Allée de tilo de hoja pequeña

En una conferencia de 1973 en el Instituto Pratt, Kahn dijo:

Tuve este pensamiento de que un memorial debería ser una habitación y un jardín. Eso es todo lo que tenía. ¿Por qué quería una habitación y un jardín? Simplemente lo elegí para que fuera el punto de partida. El jardín es de alguna manera una naturaleza personal, un tipo personal de control de la naturaleza. Y la habitación fue el comienzo de la arquitectura. Tuve este sentido, verás, y la habitación no era solo arquitectura, sino una extensión de uno mismo.

Las 2 ha parque se encuentra en el punto más al sur de la isla Roosevelt. Mirando hacia el sur, el visitante tiene una vista clara de la sede de las Naciones Unidas (en particular, el edificio de la Secretaría de las Naciones Unidas ); al norte del parque se encuentra el Puente de Queensboro, que cruza el East River. Acercándose desde el norte, el visitante pasa entre una doble hilera de árboles que se estrechan a medida que se acercan a la punta, enmarcando las vistas del horizonte de Nueva York y el puerto. El memorial es una procesión de elegantes espacios al aire libre, que culmina en un espacio de 334,45 m² plaza rodeada por 28 bloques de granito de Carolina del Norte, cada uno con un peso de 36 toneladas. El patio contiene un busto de Roosevelt, esculpido en 1933 por Jo Davidson .
En este punto, el monumento en sí es una versión simplificada y sin techo de un templo griego en granito. Extractos del discurso de las Cuatro Libertades de Roosevelt están tallados en las paredes de este espacio similar a una habitación, que está abierto al cielo.
El monumento está construido completamente en Mount Airy Granite procedente de North Carolina Granite Corporation. Más 3 964 352 L de Mount Airy Granite se utilizó en la construcción del monumento. En contraste con las formas de granito duro, Kahn colocó cinco hayas cobrizas en la entrada del monumento y 120 tilos de hoja pequeña en los pasillos que conducen al monumento.